# Јасна Ђокић
Јасна Ђокић (Земун, 19. јул) српска је интерпретаторка забавне, староградске и изворне музике Србије и вокална солисткиња Радио Телевизије Србије, Радио Београда и Радио Телевизије Војводина. Добитница је титуле „Дама“.

## Биографија
Рођена је у Београду где је завршила основну, средњу школу и дипломирала на Факултет музичке уметности. Једно време је радила као професор музичког васпитања у ОШ „Рада Миљковић” и Гимназији Светозар Марковић у Јагодини, где је као диригент дечијег хора стекла запажене резултате.
Професионално певањем почиње да се бави 1998. године, када се први пут појавила у емисији „Цуне и пријатељи”, на РТС-у. Са песмама музичког уредника Радио Београд-а, Слободана Боде Николића исте године се појавила на реномираном фестивалу „Старе градске песме” у Бања Луци на којем за песму „Моја черга путује” одлуком стручног жирија добија трећу награду за најбољу интерпретацију. Годину дана касније, на истом фестивалу добија другу награду стручног жирија за песму „Ех да ми је, да ми је” за најбољу интерпретацију.
Јасна Ђокић је каријеру започела као фестивалски певач, те је наступала на многим фестивалима широм Србије и некадашње Југославије. Дуги низ година је снимала песме за трајни архив Радио Београда са оркестром Бранимира Ђокића и Љубише Павковића. Често је гостовала у емисијама „Лети песми моја мила” Нене Кунијевић, где је изводила изворне песме. На фестивалу „Нишка јесен” 2000. године, наступа са песмом „Памтићу љубави” где је добила специјалну награду за најбољу интерпретацију.
Године 2002. постала је чланица Ансамбла „Ђердан”, под руководством Мире Васиљевић. У ансамблу проводи пет година, учи се традиционалној музици и постаје препознатљива по песми „Алај ми је вечерас по вољи” коју често и данас изводи на јавним наступима.
На фестивалу „Моравски бисери” 2004. године, за интерпретацију песме „Горо ле горо” Маје и Данила Живковића, добија награду медија. Четири пута је наступала на фестивалу „Златне жице” где је побрала позитивне оцене жирија и публике.
Године 2016. са ПР менаџером и новинаром Николом Радановићем креира медиа план у оквиру албума "Ај што је отиш'о" и предстојећих концертних наступа. Њихова заједничка изузетна сарадња је донела бројне културне пројекте и догађаје. Са њим путује Европом и одржава хуманитарне концерте за децу са Косова и Метохије, концерте севдалинки и других жанрова.
Одлуком медија и публике 2016. године у Краљеву, уручена јој је Плакета - Титула Даме за успешан рад и стваралаштво. У фебруару 2017. године, у Дому Синдиката одлуком представника медија Балкана, добила је „Балканску Музичку Награду” у категорији „Ексклузивац ПГП-а РТС-а” за изванредан допринос музичкој уметности Балкана.
На свечаности у Дому Синдиката у Београду, 15. марта 2017. године, Оскар популарности Србије, који се додељује најуспешнијим и најистакнутијим јавним личностима Балкана, припао је Јасни Ђокић за несебичан допринос музичкој култури, за јединствену интерпретацију различитих жанрова и јединствен стил у музици.
Крајем 2017. године одржала је велики солистички концерт у дворани Коларчеве задужбине, поводом 20 година уметничког рада и стваралаштва у организацији Даде Булат и Николе Радановића . На концерту је пратио реномирани уметнички оркестар Министарства одбране Републике Србије Станислав Бинички под управом Павла Медаковића и тамбурашки састав Радио Телевизије Нови Сад. Недуго затим, у децембру 2017. године одржала је концерт и у Бечу са оркестром А:Музика посвећеном за сиромашну децу са Косова и Метохије.
Одлуком Савеза естрадних уметника Србије - истакнутих уметника музичко, уметничке сцене додељен јој је децембра 2017. године, статус уметника и плакета у естрадно музичкој уметности у знак признања за унапређење естрадне музичке уметности.

## Дискографија
У каријери је за сада објавила пет солистичких албума.
- „Ти и ја”, ПГП РТС, 2000.
- „Тихо на прстима”, ПГП РТС, 2002.
- „Нећу лажи”, ПГП РТС, 2006.
- „Ко је ко”, Голд продукција, 2009.
- „Ај, што је отишао”, ПГП РТС, 2016.[14]

## Фестивали
Бања Лука:
- Моја черга путује (Вече староградске музике), друга награда стручног жирија, 1998.
- Ех да ми је, да ми је  (Вече староградске музике), трећа награда стручног жирија, 1999.

Војвођанске златне жице, Нови Сад:
- Љубави моја (са вокалном групом Ђердан), 2003.
- Даћу ти сан, 2004.

Моравски бисери:
- Горо, 2004.
- Ако ћеш љубав, 2005.
- Ај што је отиш'о, 2012.
- Пусти ме / А што ћемо љубав крити, 2019.
- Нек'ти срећно буде, 2020.
- Ђелем, ђелем (Ревијално вече фестивала), 2022.

Фестивал српске народне музике Драгиша Недовић, Врњачка Бања:
- Песма Врањанска, 2006.

Врњачка Бања:
- Воли, воли (Фестивал забавне музике), 2007.

Београдско пролеће:
- Сан о заљубљеној, 2023.

Сабор народне музике Србије, Београд:
- Како си, срећо (Вече староградских песама и романси), друга награда стручног жирија, 2024.